# Thera woodi
Thera woodi är en fjärilsart som beskrevs av Edward Alfred Cockayne 1927. Thera woodi ingår i släktet Thera och familjen mätare. Inga underarter finns listade i Catalogue of Life.